# Prekeramisch Neolithicum B
Het Prekeramisch Neolithicum B of PPNB (deze afkorting komt van Pre Pottery Neolithic B) werd gedefinieerd door Kathleen Kenyon op grond van vondsten in Jericho in Palestina. Het is de periode die volgt op het Prekeramisch Neolithicum A of PPNA. Pre-Pottery betekent dat er nog geen potten gebakken werden. Het PPNB wordt in de Levant ook wel het midden-neolithicum genoemd.
Zowel in het PPNA als in het PPNB hadden de mensen vaste woonplaatsen en deden aan akkerbouw.
Het verschil is, dat men in het PPNB geleidelijk aan meer aan veeteelt begon te doen.
Het PPNB begint in de Levant tussen 9100-8000 v. Chr. en eindigt ca 6200 v. Chr.
Soms (vooral in Israël) vervangt men de laatste fase van het PPNB door een zelfstandige fase Prekeramisch Neolithicum C of PPNC.

## Ontstaan
Net als de vroegere PPNA cultuur, lijkt ook de PPNB cultuur te zijn ontstaan in zuidoost Anatolië. Het PPNB verdween grotendeels rond 6200 v. Chr. Men spreekt van de 8k2-gebeurtenis: een term die klimatologen gebruiken om de plotselinge temperatuurdaling over de hele wereld mee aan te duiden die 2 tot 4 eeuwen duurde.

## Verspreidingsgebied
Syrië, Israël, Palestina en Zuidoost-Turkije. In deze tijd vond er een uitbreiding naar het westen plaats (Cyprus). Ook over water met vlotten.

## Potten en figuren

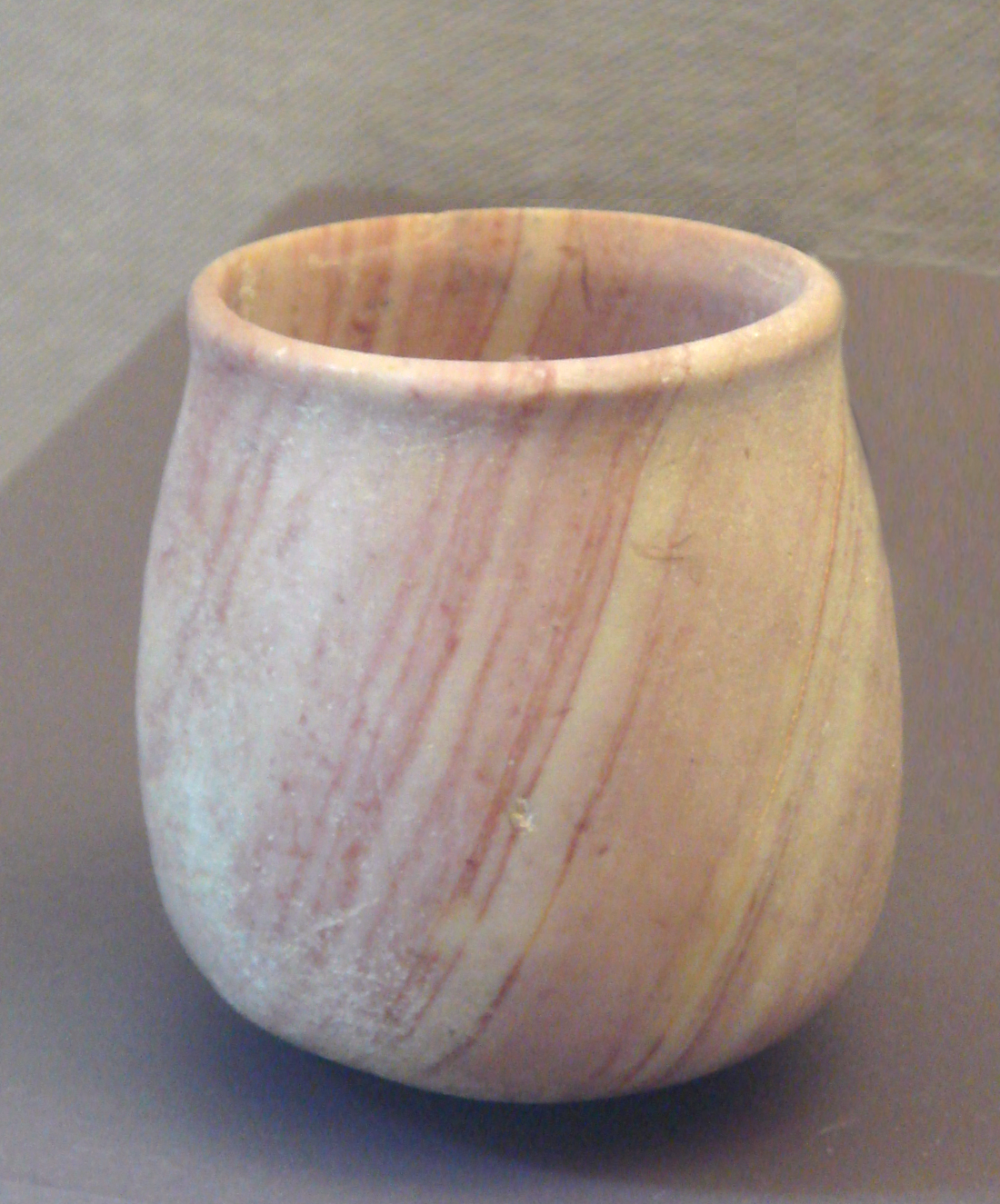
albaster vaas uit het Midden-Eufraatgebied

Hoewel dus keramisch vaatwerk nog niet bekend was, werden er wel uit klei en andere materialen kleine figuren in de vorm van mensen of dieren gemaakt (Cafer Höyük, Mureybet). Maar de (witte) potten werden van gips of gebrande kalk gemaakt. Ook zijn er uit steen gehakte potten gevonden, voor een deel in de vorm van dieren (Bouqras). Uit 'Ain Ghazal (Jordanië) zijn holle, menselijke figuren bekend die gemaakt zijn van een kalkhoudend materiaal.

## Huizen en nederzettingen
De huizen van het PPNB hebben meerdere ruimtes en zijn rechthoekig van vorm, in tegenstelling tot de huizen van het voorafgaande PPNA die voornamelijk rond en soms achthoekig waren. Men begon betere vuurplaatsen te maken. In de huizen lagen dikke vloeren van klei-pleisterwerk en kalk (die men brandde uit kalksteen). Deze vloeren waren wit en zeer glad gepolijst. Men gelooft dat het gebruik van klei-pleisterwerk voor de vloeren tijdens het PPNB heeft geleid tot de uitvinding van het pottenbakken.

## Stenen werktuigen
Er zijn pijlpunten, bijlen, boren, sikkels en dissels gevonden, gemaakt van vuursteen en Anatolische obsidiaan. De stenen werktuigen werden nu hoofdzakelijk van geslepen stenen gemaakt.

## Grafvondsten
De levensverhalen van de doden werden voor een deel in gips uitgebeeld (Jericho, Nahal Hemar).

## Kunst, religie en samenleving
De meestal vrouwelijke idolen of figurines waren van steen of klei. De gezichten waren nauwelijks uitgewerkt, maar de geslachtsdelen des te meer.
Er werden voorwerpen en overblijfselen van mensen en dieren in en tussen de muren en vloeren verstopt. Er begon steeds meer specialisatie te verschijnen (bijvoorbeeld één herder voor het hele dorp) en de heterarchie werd geleidelijk aan vervangen door een hiërarchie. Er werd handel gedreven.

## Verwante culturen
Gedeeltelijk worden ook de Cypriotische PPNB en de a-keramische culturen van centraal Anatolië (Cafer Höyük) tot het PPNB gerekend.

## Belangrijke vindplaatsen
- Cafer Höyük (Turkije)
- Çatal Hüyük (Turkije)
- Çayönü (Turkije)
- Nevali Cori (Turkije)
- Bouqras (Syrië)
- Jerf el Ahmar (Syrië)
- Mureybet (Syrië)
- Tell Aswad (Syrië)
- Choirokoitia (Cyprus)
- Tell es-Sultan bij Jericho
- Yiftahel (Palestina, West Galilea)
- 'Ain Ghazal (Jordanië)
- Ba'ja (Jordanië)
- Baydha (Jordanië)
- Abu Hureyra (boven Eufraat)[1]
- 'Ain Jammam
- Alu Hureyra
- Basta (site)
- Nahal Hemar
- Sifiya